# Віньярд-Гейвен (Массачусетс)
Віньярд-Гейвен (англ. Vineyard Haven) — переписна місцевість (CDP) в США, в окрузі Дюкс штату Массачусетс. Населення  — 2114 осіб (2010).

## Географія
Віньярд-Гейвен розташований за координатами 41°27′27″ пн. ш. 70°36′18″ зх. д. / 41.45750° пн. ш. 70.60500° зх. д. (41.457484, -70.605097).  За даними Бюро перепису населення США в 2010 році переписна місцевість мала площу 4,06 км², з яких 3,20 км² — суходіл та 0,86 км² — водойми.

## Демографія
Згідно з переписом 2010 року, у переписній місцевості мешкало 2114 осіб у 984 домогосподарствах у складі 499 родин. Густота населення становила 521 особа/км².  Було 1577 помешкань (388/км²).
Расовий склад населення:
| - 86,4 % — білих - 3,7 % — чорних або афроамериканців - 0,7 % — корінних американців - 0,4 % — азіатів - 4,8 % — осіб інших рас |

До двох чи більше рас належало 4,0 %. Частка іспаномовних становила 2,7 % від усіх жителів.
За віковим діапазоном населення розподілялося таким чином: 19,3 % — особи молодші 18 років, 64,6 % — особи у віці 18—64 років, 16,1 % — особи у віці 65 років та старші. Медіана віку мешканця становила 42,7 року. На 100 осіб жіночої статі у переписній місцевості припадало 91,5 чоловіків;  на 100 жінок у віці від 18 років та старших — 89,5 чоловіків також старших 18 років.
Середній дохід на одне домашнє господарство  становив 85 931 долар США (медіана — 45 096), а середній дохід на одну сім'ю — 109 388 доларів (медіана — 80 536). За межею бідності перебувало 8,6 % осіб, у тому числі 19,6 % дітей у віці до 18 років та 5,8 % осіб у віці 65 років та старших.
Цивільне працевлаштоване населення становило 1310 осіб. Основні галузі зайнятості: будівництво — 25,0 %, освіта, охорона здоров'я та соціальна допомога — 16,6 %, роздрібна торгівля — 15,0 %.